# Rhysipolis parnarae
Rhysipolis parnarae är en stekelart som beskrevs av Sergey A. Belokobylskij och Vu 1988. Rhysipolis parnarae ingår i släktet Rhysipolis och familjen bracksteklar. Inga underarter finns listade i Catalogue of Life.